# Francis Silas Marean Chatard
Francis Silas Marean Chatard (ur. 13 grudnia 1834 w Baltimore, zm. 7 września 1918 w Indianapolis) – amerykański duchowny rzymskokatolicki, lekarz, biskup Vincennes i Indianapolis.

## Biografia
Odbył studia medyczne w Mount St. Mary’s w Emmitsburgu, zwieńczone uzyskaniem tytułu doktora nauk medycznych. Następnie pracował w ambulatorium miejskim w Baltimore. Poczuł jednak powołanie do kapłaństwa i w 1857 wyjechał na studia na Atheneum Papieskie Propaganda Fide w Rzymie.
14 czerwca 1862 w Rzymie otrzymał święcenia prezbiteriatu. Wkrótce został prorektorem Papieskiego Kolegium Północnoamerykańskiego w Rzymie, a w 1868 rektorem tej uczelni. Podczas soboru watykańskiego I nawiązał kontakty z wieloma amerykańskimi biskupami, którzy na czas obrad zamieszkali w Kolegium.
26 marca 1878 papież Leon XIII mianował go biskupem Vincennes. 12 maja 1878 w kaplicy Papieskiego Kolegium Północnoamerykańskiego przyjął sakrę biskupią z rąk sekretarza stanu kard. Alessandro Franchiego. Współkonsekratorami byli biskup Fano Camillo Santori oraz rektor Papieskiej Akademii Kościelnej bp Odoardo Agnelli. Podczas sakry zmienił imię z Silas Francis na Francis Silas.
11 sierpnia 1878 odbył ingres w Vincennes. Nie zamieszkał jednak w stolicy diecezji lecz w stolicy stanu - Indianapolis. Przez długie lata czynił starania o oficjalne przeniesienie stolicy biskupstwa do Indianapolis, co papież dokonał 28 marca 1898. Tym samym tytuł bpa Chatarda zmienił się na biskup Indianapolis. W 1899 doznał udaru mózgu, po którym nie doszedł już do pełni zdrowia.
Był pierwszym Amerykaninem na tej katedrze (jako poprzednikami byli Francuzi). Należał do konserwatywnego skrzydła amerykańskiego Kościoła. Dbał o rozwój edukacji w diecezji. Liczba katolików w jego diecezji wzrosła w czasie jego pontyfikatu z 80 000 do 130 000.
Zmarł 7 września 1918 w Indianapolis. Pochowany został w krypcie w katedrze śś. Piotra i Pawła w Indianapolis.